# ريان فلين
ريان فلين (بالإنجليزية: Ryan Flynn) (4 سبتمبر 1988 ب‍إدنبرة في اسكتلندا - ) هو لاعب كرة قدم اسكتلندي في مركز الوسط. شارك مع منتخب اسكتلندا تحت 19 سنة لكرة القدم. أما مع النوادي، فقد لعب مع شيفيلد يونايتد ونادي ريكسهام ونادي فالكيرك ونادي ليفربول.

## وصلات خارجية
- ريان فلين على موقع الاتحاد الأوربي (الإنجليزية)
- ريان فلين على موقع قاعدة بيانات كرة القدم.إي يو (الإنجليزية)
- ريان فلين على موقع Soccerbase.com (لاعب) (الإنجليزية)
- ريان فلين على موقع Soccerway.com (الإنجليزية)
- ريان فلين على موقع عالم كرة القدم.نت (الإنجليزية)